# Železný potok
Železný potok (lokalnie również: Hnilčík) – potok w północnej części Gór Wołowskich w Łańcuchu Rudaw Słowackich we wschodniej Słowacji, lewostronny dopływ Hnilca. Długość 15,5 km.
Źródła na wysokości ok. 1180 m n.p.m. wschodnich stokach grzbietu łączącego szczyty Muráň na północy i Veľká Knola (na południu). W swym górnym biegu spływa z wielkim spadkiem ok. 300 m na odcinku ok. 4 km, dzięki czemu wyrzeźbił głęboką dolinę, rozdzielającą grupy górskie Gór Wołowskich: Havranie vrchy, Hnilecké vrchy i grupę Knoli. W dolnej części doliny, gdzie potok ma już mniejszy spadek, leżą osiedla wsi Hnilčík. Uchodzi do Hnilca na wysokości ok. 530 m n.p.m. w miejscowości Nálepkovo.